# Maria Kanellis
Mary Louis Kanellis-Bennett (Ottawa, Illinois, 25 de febrer del 1982), més coneguda al ring simplement com a Maria, és una lluitadora professional estatunidenca d'ascendència grega que treballa a All Elite Wrestling com a mànager. Kanellis también és coneguda per la seva carrera en promocions de lluita lliure com a World Wrestling Entertainment, Ring of Honor i Impact Wrestling.